# Motyczno
Motyczno – wieś sołecka w Polsce położona w województwie świętokrzyskim, w powiecie włoszczowskim, w gminie Włoszczowa.
W latach 1975–1998 miejscowość administracyjnie należała do województwa kieleckiego.

## Części wsi
| SIMC    | Nazwa     | Rodzaj     |
| ------- | --------- | ---------- |
| 0278445 | Biadaszek | przysiółek |
| 0278451 | Czeluśnia | przysiółek |
| 0278468 | Grobelka  | przysiółek |
| 0277954 | Jamskie   | przysiółek |
| 0278480 | Kotowie   | przysiółek |
| 0278474 | Piły      | przysiółek |

## Historia
Motyczno w wieku XIX stanowiły wieś i osadę fabryczną Motyczno Jamskie i Motyczno Kotówka, w powiecie włoszczowskim, gminie Kurzelów, parafii Oleszno.

Był tu młyn wodny, papiernia i tartak.

Według spisu miast, wsi, osad Królestwa Polskiego z 1827 r. była to wieś rządowa z 17 budynkami zamieszkała przez 97 mieszkańców.
W początku XVI w. należała do parafii Chotów, przeniesionej potem do Oleszna (Jan Łaski Lib. Ben, s. 609, 610)